# Tetracheilostoma bilineatum
Espèce
Statut de conservation UICN

 LC  : Préoccupation mineure
Synonymes
- Typhlops bilineatus Schlegel, 1839
- Leptotyphlops bilineatus (Schlegel, 1839)

Tetracheilostoma bilineatum est une espèce de serpents de la famille des Leptotyphlopidae.

## Répartition
Cette espèce est endémique de la Martinique. 
Les populations de Sainte-Lucie et de la Barbade ont été décrites comme des espèces distinctes.

## Description
Il est un des plus petits serpents du monde, sa taille adulte va de 93 à 108 mm. Il est dit aussi fin qu'un spaghetti et il serait difficile de faire plus petit pour un serpent. La taille du jeune serait un obstacle pour trouver de la nourriture.

## Reproduction
Cette espèce possède la particularité de ne pondre qu'un seul œuf. À la différence des serpents plus grands, les jeunes justes éclos mesurent déjà la moitié de leur taille adulte soit environ 5 centimètres.

## Alimentation
Tetracheilostoma bilineatum se nourrit de larves de fourmi et de termites.

## Publication originale
- Schlegel, 1839 : Abbildungen neuer oder unvollständig bekannter Amphibien, nach der Natur oder dem Leben entworfen und mit einem erläuternden Texte begleitet. Arne and Co., Düsseldorf, p. 1-141 (texte intégral).